# جوليان هاتون
جوليان هاتون (بالإنجليزية: Julian Hatton)‏ هو رسام أمريكي، ولد في 19 ديسمبر 1956 في غراند هيفن في الولايات المتحدة.